# Laura Gaudefroy

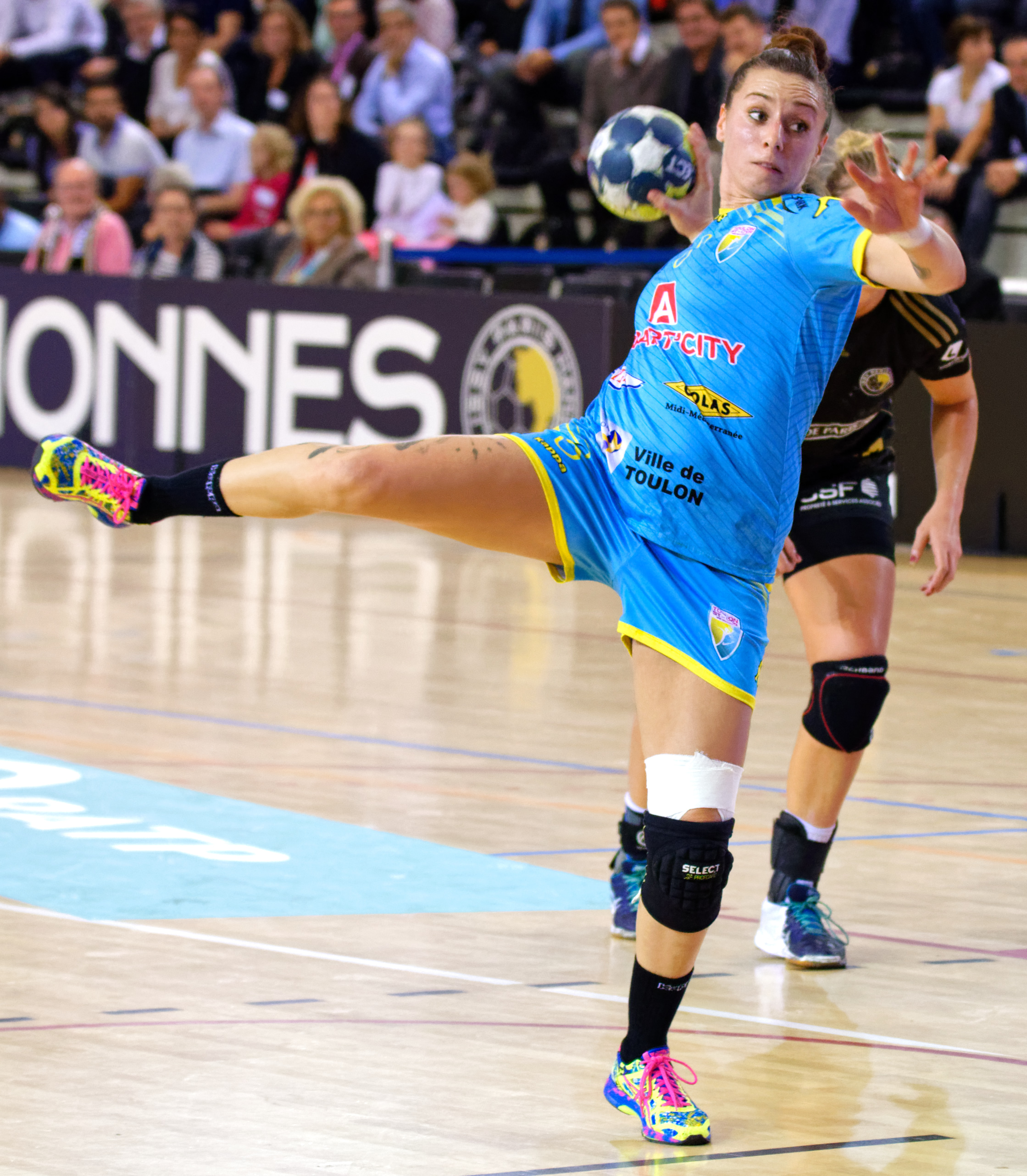
Laura Gaudefroy sur un jet de 7m en 2016.

Laura Gaudefroy, née le 9 juin 1991 à Toulon, est une joueuse française de handball évoluant au poste d'ailière gauche. Elle a principalement évolué au Toulon Saint-Cyr Var Handball, son club formateur, ainsi qu'au Plan-de-Cuques et en équipe de France.

## Biographie
Sortie du centre de formation de Toulon Saint-Cyr pour renforcer l'équipe première, elle signe son premier contrat professionnel en février 2013.
En février 2014, elle est élue joueuse du mois du championnat de France. Au printemps 2014, elle est appelée pour la première fois en équipe de France,. Mais c'est le 15 juin 2014, lors du dernier match pour la qualification à l'Euro 2014 face à la Finlande, qu'elle valide sa première sélection et se distingue en étant la meilleure marqueuse (avec Alexandra Lacrabère) avec 8 buts.
Elle rejoint Plan-de-Cuques à l'intersaison 2018-2019. Deux ans plus tard, elle décide de mettre un terme à sa carrière afin de sa consacrer pleinement à son cursus d'éducatrice spécialisée.

## Palmarès

### En club
- Coupe de France
  - Vainqueur en 2012
  - Finaliste en 2016, 2018